# 24 uur van Daytona 1966
De 24 uur van Daytona 1966 was de 5e editie van deze endurancerace. Het was tevens de eerste keer dat het een 24-uursrace was, nadat vorige edities over 3 uur of 2000 kilometer waren gehouden. De race werd verreden op 5 en 6 februari 1966 op de Daytona International Speedway nabij Daytona Beach, Florida.
De race werd gewonnen door de Shelby American Inc. #98 van Ken Miles en Lloyd Ruby, die allebei hun tweede achtereenvolgende Daytona-zege behaalden. De P2.0-klasse werd gewonnen door de Porsche System Engineering #15 van Hans Herrmann en Herbert Linge. De S2.0-klasse werd gewonnen door de Porsche System Engineering #16 van Gerhard Mitter en Joe Buzzetta. De GT+3.0-klasse werd gewonnen door de Roger Penske #12 van Dick Guldstrand, Ben Moore en George Wintersteen. De S+3.0-klasse werd gewonnen door de Ford Advanced Vehicles #86 van Peter Sutcliffe en Bob Grossman. De GT2.0-klasse werd gewonnen door de RBM Motors #18 van Jack Ryan, Lin Coleman en Bill Bencker. De S3.0-klasse werd gewonnen door de Jack Slottag #30 van Larry B. Perkins en Jack Slottag. De GT3.0-klasse werd gewonnen door de Cannon Auto #43 van Dana Kelder, Ara Dube en Red Wilson. De GT1.6-klasse werd gewonnen door de Pompano Sports Cars #84 van Ben Scott, Peter Flanagan en Roger Chastain. De S1.6-klasse werd gewonnen door de Autosport #80 van Donna Mae Mims, Janet Guthrie en Suzy Dietrich.

## Race
Winnaars in hun klasse zijn vetgedrukt.
| Pos. | Klasse | No. | Team                         | Coureurs                                             | Chassis                      | Ronden |
| ---- | ------ | --- | ---------------------------- | ---------------------------------------------------- | ---------------------------- | ------ |
| 1    | P+2.0  | 98  | Shelby American Inc.         | Ken Miles Lloyd Ruby                                 | Ford Mk.II                   | 678    |
| 2    | P+2.0  | 97  | Shelby American Inc.         | Dan Gurney Jerry Grant                               | Ford Mk.II                   | 670    |
| 3    | P+2.0  | 95  | Holman & Moody               | Walt Hansgen Mark Donohue                            | Ford Mk.II                   | 669    |
| 4    | P+2.0  | 21  | North American Racing Team   | Pedro Rodríguez Mario Andretti                       | Ferrari 365 P2               | 664    |
| 5    | P+2.0  | 96  | Shelby American Inc.         | Chris Amon Bruce McLaren                             | Ford Mk.II                   | 651    |
| 6    | P2.0   | 15  | Porsche System Engineering   | Hans Herrmann Herbert Linge                          | Porsche 906                  | 623    |
| 7    | S2.0   | 16  | Porsche System Engineering   | Gerhard Mitter Joe Buzzetta                          | Porsche 904 GTS              | 612    |
| 8    | S2.0   | 17  | Porsche System Engineering   | Günter Klass Udo Schütz                              | Porsche 904 GTS              | 610    |
| 9    | P+2.0  | 22  | North American Racing Team   | Jochen Rindt Bob Bondurant                           | Ferrari 250 LM               | 591    |
| 10   | S2.0   | 14  | Brumos Porsche Florida       | Peter Gregg George Drolsom                           | Porsche 904 GTS              | 589    |
| 11   | S2.0   | 20  | Sam Posey                    | Sam Posey Jim Haynes Harry Theodoracopulos           | Porsche 904 GTS              | 577    |
| 12   | GT+3.0 | 12  | Roger Penske                 | Dick Guldstrand Ben Moore George Wintersteen         | Chevrolet Corvette Sting Ray | 575    |
| 13   | P+2.0  | 23  | Peter Clarke                 | Mark Konig Peter Clarke Bob Hurt                     | Ferrari 250 LM               | 574    |
| 14   | S+3.0  | 86  | Ford Advanced Vehicles       | Peter Sutcliffe Bob Grossman                         | Ford GT40                    | 571    |
| 15   | P+2.0  | 27  | David Piper                  | David Piper Richard Attwood                          | Ferrari 250 LM               | 556    |
| 16   | GT2.0  | 18  | RBM Motors                   | Jack Ryan Lin Coleman Bill Bencker                   | Porsche 911                  | 548    |
| 17   | S+3.0  | 92  | Essex Wire Corporation       | Peter Revson Masten Gregory Ed Lowther               | Ford GT40                    | 531    |
| 18   | GT+3.0 | 90  | Michael Reina                | Don Kearney Michael Reina                            | Ford Mustang                 | 527    |
| 19   | S3.0   | 30  | Jack Slottag                 | Larry B. Perkins Jack Slottag                        | Ferrari 250 GTO              | 526    |
| 20   | GT+3.0 | 67  | Cannon Auto                  | George Cornelius Dick Boo Bob Brown                  | Chevrolet Corvette Sting Ray | 501    |
| 21   | S2.0   | 56  | William Martin               | Ike Maxwell William Martin                           | Volvo P1800                  | 496    |
| 22   | P2.0   | 41  | E. P. Drescher               | Hugh Kleinpeter Harry Fry George Parsons             | Triumph LM                   | 490    |
| 23   | GT3.0  | 43  | Cannon Auto                  | Dana Kelder Ara Dube Red Wilson                      | Triumph TR4A                 | 487    |
| 24   | GT3.0  | 45  | John Kingham                 | Herb Byrne Milo Vega                                 | Triumph TR4A                 | 482    |
| 25   | GT1.6  | 84  | Pompano Sports Cars          | Ben Scott Peter Flanagan Roger Chastain              | Alfa Romeo Giulia Sprint     | 474    |
| 26   | GT+3.0 | 54  | Ray Stoutenburg              | Ray Stoutenburg Gene Jones Larry Isley               | Plymouth Barracuda           | 466    |
| 27   | P+2.0  | 75  | McMillan Ring Free Oil Co.   | Art Riley Russ MacGrotty                             | Yenko Stinger                | 448    |
| 28   | GT3.0  | 40  | Genser Forman                | George Waltman Art Swanson Nick Cone                 | Triumph TR4                  | 432    |
| 29   | P2.0   | 7   | John Olson                   | John Bolander Bob Winkelmann John Olson              | Ford Cortina                 | 416    |
| 30   | S2.0   | 78  | Autosport                    | Rosemary Smith Smokey Drolet John Olson              | Sunbeam Alpine               | 416    |
| 31   | S2.0   | 73  | Fred Opert                   | William McKemie Terry Petmecky Fred Opert            | Elva Courier Mk.IV           | 391    |
| 32   | S1.6   | 80  | Autosport                    | Donna Mae Mims Janet Guthrie Suzy Dietrich           | Sunbeam Alpine               | 389    |
| NC   | P2.0   | 79  | Autosport                    | Paul Richards Ray Cuomo                              | Austin-Healey Sprite         | 491    |
| DNF  | S+3.0  | 91  | Essex Wire Corporation       | Dick Thompson Skip Scott Peter Revson                | Ford GT40                    | 500    |
| DNF  | P+2.0  | 32  | North American Racing Team   | George Follmer Don Wester Paul Hawkins               | Ferrari 250 LM               | 428    |
| DNF  | GT2.0  | 44  | Kenneth Chambliss            | Ernie Croucher Walter Glenn Bill Eve                 | MGB                          | 426    |
| DNF  | S+3.0  | 29  | Epstein Enterprises Ltd.     | Paul Hawkins Jackie Epstein                          | Ferrari 250 LM               | 425    |
| DNF  | S+3.0  | 94  | Ralph Noseda                 | Ralph Noseda Grant Clark Bob Thorpe Harry Heuer      | Shelby Cobra                 | 419    |
| DNF  | GT1.6  | 55  | J. Randall                   | Al Weaver John Fraim Chet Freeman                    | Lotus Elan                   | 383    |
| DNF  | S+3.0  | 93  | Scuderia Bear                | Harold Keck Oscar Koveleski Ed Lowther               | Shelby Cobra                 | 371    |
| DNF  | P+2.0  | 87  | Holman & Moody               | Richie Ginther Ronnie Bucknum                        | Ford Mk.II                   | 329    |
| DNF  | S+3.0  | 89  | Dan Gerber                   | Dan Gerber Bob Johnson Peter Lerch                   | Shelby Cobra                 | 328    |
| DNF  | P+2.0  | 65  | Chaparral Cars Inc.          | Jo Bonnier Phil Hill                                 | Chaparral 2D                 | 318    |
| DNF  | S1.6   | 36  | Cannon Auto                  | Wilbur Pickett Bill Bean                             | Alfa Romeo Giulia Zagato     | 278    |
| DNF  | GT3.0  | 42  | John Addison                 | Ken Hughes Fred Salo John Addison                    | Triumph TR4                  | 244    |
| DNF  | S2.0   | 59  | Art Riley                    | Don Yenko John Forte Art Riley                       | Volvo P1800                  | 216    |
| DNF  | P+2.0  | 31  | John Fulp                    | John Fulp Bill Rutan Bruce Jennings                  | Ferrari 330 P                | 193    |
| DNF  | S+3.0  | 88  | William Wonder               | William Wonder Herb Wetanson                         | Ford GT40                    | 178    |
| DNF  | P+2.0  | 25  | Ecurie Francorchamps         | Lucien Bianchi Gérard Langlois van Ophem Jean Blaton | Ferrari 365 P2               | 171    |
| DNF  | GT+3.0 | 99  | Joe Treadwell                | Roger West Dick Macon                                | Ford Mustang                 | 168    |
| DNF  | P+2.0  | 24  | Drummond Racing Organisation | Innes Ireland Mike Hailwood George Drummond          | Ferrari 250 LM               | 90     |
| DNF  | GT1.6  | 19  | David McClain                | Duncan Forlong Leland Dieas David McClain            | Porsche 356B Super 90        | 80     |
| DNF  | P+2.0  | 26  | Ecurie Francorchamps         | Léon Dernier Jacky Ickx                              | Ferrari 250 LM               | 80     |
| DNF  | P+2.0  | 74  | Queen City Rambler           | Larry Hess Tommy Hess                                | Rambler Marlin               | 80     |
| DNF  | S2.0   | 47  | David Lane                   | David Lane Don Sesslar                               | Porsche 904 GTS              | 74     |
| DNF  | GT+3.0 | 77  | Space Science                | John Bentley John Hill                               | Sunbeam Tiger                | 71     |
| DNF  | GT3.0  | 5   | Robert Harper                | Spurgeon May Bobby Allison                           | Chevrolet Corvair            | 63     |
| DNF  | P+2.0  | 28  | Team Chamaco Collect         | Denny Hulme Vic Wilson                               | Ferrari 250 LM               | 53     |
| DNF  | GT+3.0 | 12  | Jaguar of Florida            | Dave Hull Herb Byrne Bob Kingham                     | Jaguar E-Type                | 41     |
| DNS  | GT1.6  | 85  | Anatoly Arutunoff            | Bill Clark Bryan Crow Anatoly Arutunoff              | Alfa Romeo Giulia Sprint     | 0      |

1962 · 1963 · 1964 · 1965 · 1966 · 1967 · 1968 · 1969 · 1970 · 1971 · 1972 · 1973 · 1974 · 1975 · 1976 · 1977 · 1978 · 1979 · 1980 · 1981 · 1982 · 1983 · 1984 · 1985 · 1986 · 1987 · 1988 · 1989 · 1990 · 1991 · 1992 · 1993 · 1994 · 1995 · 1996 · 1997 · 1998 · 1999 · 2000 · 2001 · 2002 · 2003 · 2004 · 2005 · 2006 · 2007 · 2008 · 2009 · 2010 · 2011 · 2012 · 2013 · 2014 · 2015 · 2016 · 2017 · 2018 · 2019 · 2020 · 2021 · 2022 · 2023 · 2024 · 2025